# 매닝 공식
매닝의 공식(Manning의公式) 또는 매닝공식(Manning formula)은 유체역학 , 토목공학등에서 일반적으로 겉도랑에 적용하는 평균 유속 공식이다. 수로 특히 개수로(open channel flow0의 경심(hydraulic radius)을 R, 동수경사를 I, 조도 계수를 n이라 할 때 평균 유속(V)을 표시하는 식이며, 다음과 같이 표현할 수 있다.
{\displaystyle V={{1} \over {n}}\cdot R^{{2} \over {3}}\cdot I^{{1} \over {2}}}
기본단위는 m(미터)에 대해서 s(초) 단위를 나타낸다.

## 경심
경심(徑深,hydraulic radius)은 흐르는 물줄기를 흐르는 방향과 직각으로 잘랐을 때, 그 단면을 윤변(Wetted perimeter)으로 나눈 값. 흐르는 물의 양과 세기를 나타낼 수 있다.
동수반경(動水半徑)이라고도 한다.

## 조도계수
조도 계수(coefficient of roughness) n은 흐르는 물의 관, 벽 표면의 거친 정도를 나타내는 계수이다.

## 같이 보기
- 레이놀즈 수